# Mauriac (Cantal)
Mauriac település Franciaországban, Cantal megyében. Lakosainak száma 3503 fő (2022. január 1.). Mauriac Ally, Brageac, Chalvignac és Le Vigean községekkel határos.

## Népesség
A település népességének változása:
| Lakosok száma | 3803 | 4333 | 4224 | 3887 | 3718 | 3671 | 3603 | 3498 | 3489 | 3503 |
|               | 1968 | 1982 | 1990 | 2006 | 2013 | 2015 | 2017 | 2019 | 2020 | 2022 |